# До свидания, господин Грок
«До свидания, господин Грок» (фр. Au revoir Monsieur Grock) — французский кинофильм Пьера Биллона 1950 года.

## Сюжет
Автобиографический фильм о жизни легендарного швейцарского клоуна Грока (Grock) с самим мастером в главной роли.
Жизнь клоуна Адриана Веттаха проходит в цирке, где он выступает под именем Грок. Благодаря серии картинок европейского художника, рассказывающей о его цирковой жизни, он получает мировую известность.

## Актёры
- Грок — Адриан Ветташ (Грок)
- Сюзи Прим — Графиня Баринофф
- Элена Мансон — Полина, тётя Адриана
- Альфонсо Бовино — итальянец
- Шарль Лемонье — Господин Дюран
- Маврикий Регамэ — Bourquaint
- Надин Руссо — Госпожа Ветташ
- Моника Маркере — Аделаида
- Марфа д’Эрвили — Зрительница
- Тед Реми — Адриан, молодой человек
- Поль Эттли — Wittzec
- Луи Ме

Упоминание про участие в фильме Луи де Фюнеса — ошибка. Он никогда не снимался в этой картине.